# Isabell Herlovsen
Isabell Lehn Herlovsen (født 23. juni 1988) er en norsk tidligere former fodboldspiller, der senest spillede for Vålerenga i 2018 og derefter udlånt til Kolbotn i 2019. I 2017 spillede hun for den kinesiske klub Jiangsu Suning F.C.. Før det spillede hun for LSK Kvinner FK fra 2011-17 og for den franske klub Olympique Lyon i Division 1 Féminine. Hun spiller som midtbanespiller og angriber.
Herlovsen er datter af forhenværende fodboldspiller Kai Erik Herlovsen, hun blev født i Tyskland mens han spillede for Borussia Mönchengladbach. Hun har spillet for Norges fodboldlandshold siden hun fik sin debut som 16-år gammel. Herlovsen var den yngste spiller ved EM i fodbold for kvinder 2005 og blev den yngste målscorer i turneringens historie den 9. juni 2005, da hun scorede et mål i en uafgjort 1–1 kamp mod Frankrig. Hun er på top-10 listen over mest scorende spillere og spillere der har spillet flest kampe for Norge.

## Hæder

### Klub
Kolbotn
- Toppserien: 2005, 2006
- Norgesmesterskabet: 2007

Lyon
- Division 1 Féminine: 2009–10
- Champions League runners-up: 2010

LSK Kvinner
- Toppserien: 2012, 2014
- Norgesmesterskabet: 2014

### Individuel
- Topscorer, Toppserien: 2012 (25 mål)